# Heresy (chanson)
Pour les articles homonymes, voir Heresy.
Pistes de The Downward Spiral
Piggy March of the Pigs
Heresy est une chanson du groupe américain de metal industriel Nine Inch Nails, et la troisième piste de The Downward Spiral. En 2004, une version démo est incluse avec le dixième anniversaire de 2 disques SACD[Quoi ?] de The Downward Spiral.

## Production
Dans une interview avec U. Magazine publié avril 1994 Reznor parle de la signification derrière les paroles de cette chanson : « Je voulais explorer une partie de la paranoïa j'ai comme une personne sexuellement active à l'ère du SIDA » dit-il de la chanson. « Je suppose que je me sens trompé pour ne pas grandir dans une ère plus libéré. Dans le même temps, ce qui me met en colère est la façon dont la droite a utilisé la« complaisance »de cette épidémie pour aider à promouvoir leur propre ordre du jour »

## Personnel
- Production : Trent Reznor
- Ingénieur-son : Alan Moulder

## Apparitions
- The Downward Spiral
- Further Down the Spiral (UK)
- Closer to Go